# نیوجنت اسلاتر
نیوجنت اسلاتر (۱۷ مارس ۱۸۸۸–۲۷ دسامبر ۱۹۶۸) جلوه‌های ویژه و آمیختن صدا را برای فیلم خواننده جاز محصول ۱۹۲۷ فراهم کرد. بخاطر او تلاش‌هایش در این پروژه نامزد دریافت جایزه اسکار بهترین جلوه‌های مهندسی شده شد.